# Видейра
Видейра (порт. Videira)  —  муниципалитет в Бразилии, входит в штат Санта-Катарина. Составная часть мезорегиона Запад штата Санта-Катарина. Входит в экономико-статистический  микрорегион Жоасаба. Население составляет 47 510 человек на 2006 год. Занимает площадь 377,852 км². Плотность населения — 125,7 чел./км².

## История
Город основан 1 марта 1944 года.

## Статистика
- Валовой внутренний продукт на 2003 составляет 990.688.048,00 реалов (данные: Бразильский институт географии и статистики).
- Валовой внутренний продукт на душу населения на 2003 составляет 22.116,04 реалов (данные: Бразильский институт географии и статистики).
- Индекс развития человеческого потенциала на 2000 составляет 0,851 (данные: Программа развития ООН).